# Coburg (Oregon)
Coburg est une ville américaine située dans l'État de l'Oregon et dans le comté de Lane.

## Démographie
Au recensement de 2010, sa population était de 1 035 hab dont 398 ménages et 283 familles résidentes. La densité de population était de 420,7 hab/km2
La répartition ethnique était de 90,4 % d'Euro-Américains et 9,6 % d'autres races.
En 2000, le revenu moyen par habitant était de 21 696 dollars avec 7,7 % vivant sous le seuil de pauvreté.

## Histoire
La ville était son origine appelée Diamond d'après John Diamond, un pionnier de la région sur les terres duquel la ville s'est construite. Son nom actuel vient d'un étalon qui portait le nom de Coburg, un district de Bavière et sa région d'origine.

## Source
- (en) Cet article est partiellement ou en totalité issu de l’article de Wikipédia en anglais intitulé « Coburg, Oregon » (voir la liste des auteurs).